# Metastadt (Architektur)
Metastadt (ursprünglich auch Metapolis/Überstadt) bezeichnet einen experimentellen städtebaulichen Ansatz der 1960er Jahre in Deutschland. Das Konzept der Architekten Richard J. Dietrich und Bernd Steigerwald wollte mit industriellen Fertigungsmethoden dynamische und flexible architektonische Strukturen ermöglichen, die bestehende Städte nicht nur in der Fläche, sondern auch in den Raum hinein erweitern konnten und so etwa den Raum über Verkehrsflächen oder Sanierungsgebieten wieder nutzbar machen sollten. Im Gegensatz zu vielen anderen experimentellen Konzepten wurde das Projekt tatsächlich bis zur Serienreife entwickelt und 1975 eine erste Mustersiedlung errichtet. Die Anlage erwies sich aber aufgrund von Baumängeln als wenig tauglich und wurde nach nur 12 Jahren 1987 wieder zurückgebaut.

## Konzept
Die Metastadt verstand sich als Gegenmodell zu den aus den Forderungen der Charta von Athen (1933) abgeleiteten zentral geplanten Großwohnsiedlungen der 1950er und 1960er Jahren mit ihrem hohen Flächenverbrauch, den räumlich stark getrennten Nutzungen wie Arbeiten und Wohnen (Schlafstadt) und ihren sozialstrukturellen Problemen. Sie sollte mit Hilfe zeitgemäßer Technologie durch Flexibilität und Skalierbarkeit und die Miteinbeziehung des Raumes die Verdichtung und Zurückeroberung vielfältiger städtischer Räume ermöglichen und einen „demokratischeren“ Planungs- und Entwurfsprozess etablieren, der direkter auf die Anforderungen der Bewohner reagieren kann.

## Technische Umsetzung
Der Entwicklungsgruppe für Urbanik um Richard J. Dietrich in München gelang es 1969, für ihr Konzept mit dem Fertighaus-Anbieter OKAL einen Partner in der Wirtschaft zu finden, der bereit war die Entwicklung des Projektes zu unterstützen und zu finanzieren. Das System wurde als Rasterbausystem in Stahlbauweise konzipiert, welches aus standardisierten und industriell vorgefertigten Bauteilen besteht, die miteinander verschraubt wurden. In das so leicht erweiterbare Raster aus terrassenförmig angelegten Einheiten mit einer Fläche von 4,2 m mal 4,2 m und einer Höhe von 3,6 m sollten dann beliebige Nutzungen integriert werden: Wohnungen, Läden, Gemeinschaftseinrichtungen, Verkehrsinfrastruktur.
In München wurde 1970 an der Ecke Heßstraße/Arcisstraße ein Versuchsbau errichtet, an dem unter realen Bedingungen die technische Umsetzung erprobt und überprüft werden konnte. Gefertigt wurde das System in der Blohm + Voss-Werft, die zum Stahlkonzern Thyssen gehörte, der ebenfalls mit in das Projekt eingestiegen war. Mit dem Verwaltungsgebäude der OKAL in Lauenstein südlich von Hannover folgte ein erstes größeres Projekt.

## Metastadt Wulfen
In der „Neuen Stadt Wulfen“, heute ein Stadtteil von Dorsten, entstand 1973–75 im Rahmen mehrerer experimenteller und öffentlich geförderter Bauprojekte auch eine Metastadt-Anlage mit gut 100 Wohnungen und einigen Gewerbeflächen. 1987 wurde die Metastadt wegen bautechnischer Mängel wieder abgerissen. Bei der Entscheidung zum Rückbau spielten vermutlich auch weitere Faktoren wie der große Leerstand im gesamten Quartier eine Rolle.